# Cosmotriche
Genre
Cosmotriche est un genre d’insectes lépidoptères de la famille des Lasiocampidae.
Certaines classifications le placent dans la sous-famille des Lasiocampinae, d'autres, dans celle des Pinarinae.

## Liste des espèces
- Cosmotriche discitincta Wileman, 1914.
- Cosmotriche lobulina (Denis & Schiffermüller, 1775) — Lunigère.
- Cosmotriche monotona (Daniel, 1953).